# Такцанг-лакханг
Такцанг-лакханг (spa phro stag tshang / spa gro stag tshang; інакше Таксанг-лакханг, Паро Таксанг, Такцанг-дзонг) — знаменитий монастир (лакханг) в Бутані. Він розташований в дзонгхаґу Паро поруч з містом Паро і висить на скелі висотою 3120 м над рівнем моря, на 700 м над рівнем долини Паро.
Назва монастиря перекладається як «гніздо тигриці», за легендами, в цю печеру перенісся Падмасамбхава, сидячи на тигриці, в яку перетворилася його дружина Єше Цог'ял. У печері медитував також Міларепа. Монастир нерідко відвідував Шабдрунг.
Монастир (у його сучасному вигляді) був заснований в 1692 році при правителі (Друк Десі) Г'ялце Тензін Рабг'є, хоча печери використовувалися для медитацій з ранніх часів.
19 квітня 1998 року монастир майже повністю згорів, загинуло кілька ченців, через важкодоступність неможливо було надати термінову допомогу. Однак за короткий час монастир був скрупульозно відновлено. Повністю монастир був відновлений в 2005 році.